# Gare de Zedelgem
La gare de Zedelgem (en néerlandais : station Zedelgem) est une gare ferroviaire belge de la ligne 66, de Bruges à Courtrai, située sur le territoire de la commune de Zedelgem dans la province de Flandre-Occidentale en Région flamande.
Elle est mise en service en 1846 par la Société des chemins de fer de la Flandre-Occidentale (FO). C'est une gare de la Société nationale des chemins de fer belges (SNCB) desservie par des trains InterCity (IC).

## Situation ferroviaire
Établie à 12 mètres d'altitude, la gare de Zedelgem est située au point kilométrique (PK) 10,363 de la ligne 66, de Bruges à Courtrai, entre les gares ouvertes de Bruges et de Torhout. 

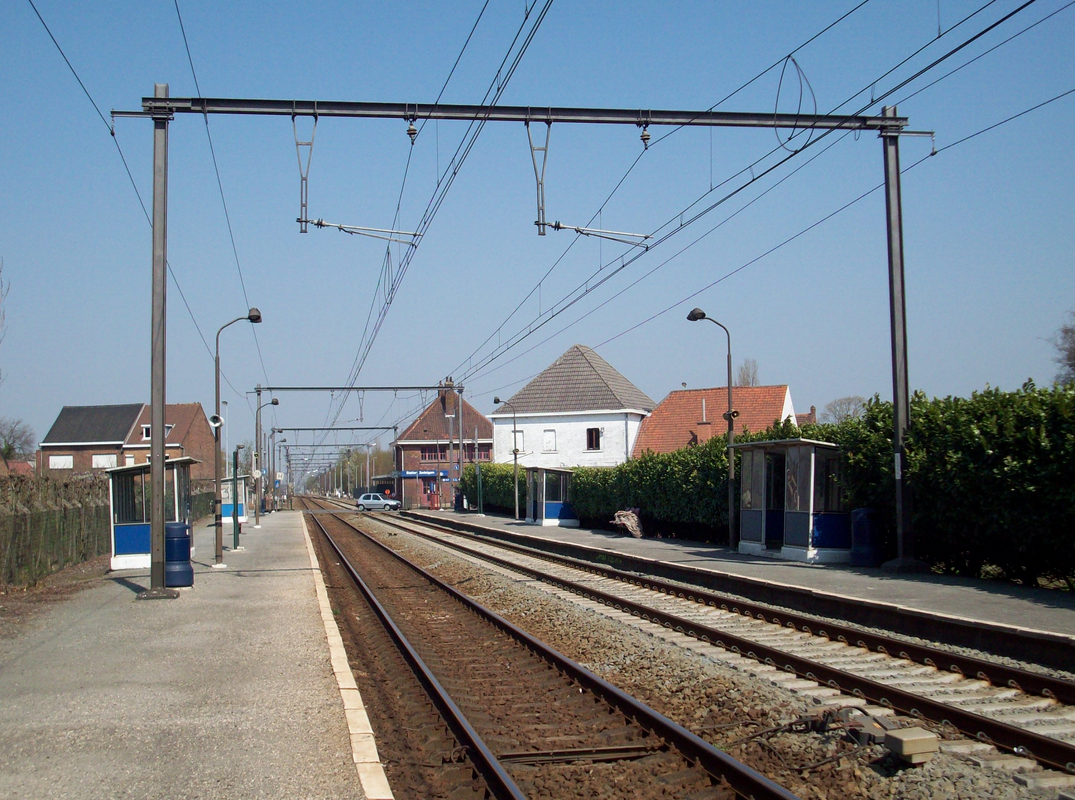
Intérieur de la gare.

## Histoire
La station de Zedelgem est mise en service le 4 octobre 1846, par la Société des chemins de fer de la Flandre-Occidentale (FO), lorsqu'elle ouvre à l'exploitation la section de Bruges à Torhout, de sa ligne de Bruges à Courtrai.

## Service des voyageurs

### Accueil
Gare SNCB, elle dispose d'un bâtiment voyageurs. Depuis le 5 juillet 2013, la gare est devenue un point d'arrêt et le guichet est définitivement fermé. Pour l'achat d'un titre de transport, adressez-vous, de préférence, à l'automate de vente ou via un autre canal de vente. La gare offre la particularité d'avoir le bâtiment voyageurs et les parkings, d'un côté du passage à niveau et les deux quais de l'autre côté.
La traversée des voies et le passage d'un quai à l'autre s'effectuent par le passage à niveau routier. Les quais ont été surhaussés en 2019.

### Desserte
Zedelgem est desservie par des trains InterCity (IC) de la SNCB, qui effectuent des missions sur la ligne commerciale : 66 (Bruges - Courtrai) (voir brochure SNCB).
En semaine, Zedelgem possède deux dessertes cadencées à l’heure :
- des trains IC-23 circulant entre Ostende et Bruxelles-Aéroport-Zaventem via Courtrai
- des trains IC-32 circulant entre Bruges et Courtrai (quelques-uns sont prolongés de et vers Ostende)

Le matin, un unique train IC-12 entre Ostende et Louvain via Courtrai se rajoute ainsi qu'un autre IC-12 entre Welkenraedt et Ostende via Courtrai, le soir.
Les week-ends et jours fériés, la desserte comporte :
- des trains IC-23 circulant entre Ostende et Bruxelles-National-Aéroport
- des trains IC-32 circulant entre Bruges et Courtrai (toutes les deux heures)

### Intermodalité
Un parc pour les vélos et un parking pour les véhicules y sont aménagés. Elle est desservie par des bus, notamment de la société De Lijn.

## Comptage voyageurs
Ce graphique et tableau montre le nombre de voyageurs embarquant en moyenne durant la semaine, le samedi et le dimanche.
| Nombre de passagers qui embarquent à la gare de Zedelgem | Nombre de passagers qui embarquent à la gare de Zedelgem | Nombre de passagers qui embarquent à la gare de Zedelgem | Nombre de passagers qui embarquent à la gare de Zedelgem |
|                                                          | Semaine                                                  | Samedi                                                   | Dimanche                                                 |
| -------------------------------------------------------- | -------------------------------------------------------- | -------------------------------------------------------- | -------------------------------------------------------- |
| 1977                                                     | 535                                                      | 23                                                       | 17                                                       |
| 1978                                                     | 398                                                      | 21                                                       | 23                                                       |
| 1979                                                     | 442                                                      | 43                                                       | 39                                                       |
| 1980                                                     | 468                                                      | 45                                                       | 50                                                       |
| 1981                                                     | 533                                                      | 70                                                       | 82                                                       |
| 1982                                                     | 571                                                      | 49                                                       | 38                                                       |
| 1983                                                     | 966                                                      | 86                                                       | 72                                                       |
| 1984                                                     | 733                                                      | 63                                                       | 51                                                       |
| 1985                                                     | 520                                                      | 35                                                       | 55                                                       |
| 1986                                                     | 342                                                      | 120                                                      | 56                                                       |
| 1987                                                     | 344                                                      | 49                                                       | 49                                                       |
| 1988                                                     | 548                                                      | 46                                                       | 59                                                       |
| 1989                                                     | 461                                                      | 77                                                       | 99                                                       |
| 1990                                                     | 571                                                      | 108                                                      | 146                                                      |
| 1991                                                     | 794                                                      | 128                                                      | 150                                                      |
| 1992                                                     | 563                                                      | 109                                                      | 164                                                      |
| 1993                                                     | 675                                                      | 142                                                      | 137                                                      |
| 1994                                                     | 646                                                      | 157                                                      | 138                                                      |
| 1995                                                     | 497                                                      | 82                                                       | 120                                                      |
| 1996                                                     | 429                                                      | 66                                                       | 83                                                       |
| 1997                                                     | 413                                                      | 52                                                       | 57                                                       |
| 1998                                                     | 454                                                      | 77                                                       | 90                                                       |
| 1999                                                     | 472                                                      | 67                                                       | 90                                                       |
| 2000                                                     | 387                                                      | 92                                                       | 98                                                       |
| 2001                                                     | 371                                                      | 102                                                      | 75                                                       |
| 2002                                                     | 339                                                      | 73                                                       | 86                                                       |
| 2003                                                     | 299                                                      | 64                                                       | 64                                                       |
| 2004                                                     | 265                                                      | 68                                                       | 115                                                      |
| 2005                                                     | 307                                                      | 72                                                       | 105                                                      |
| 2006                                                     | 309                                                      | 86                                                       | 86                                                       |
| 2007                                                     | 344                                                      | 85                                                       | 126                                                      |
| 2008                                                     | -                                                        | -                                                        | -                                                        |
| 2009                                                     | 397                                                      | 106                                                      | 114                                                      |
| 2010                                                     | -                                                        | -                                                        | -                                                        |
| 2011                                                     | -                                                        | -                                                        | -                                                        |
| 2012                                                     | 409                                                      | 98                                                       | 102                                                      |
| 2013                                                     | 434                                                      | 89                                                       | 114                                                      |
| 2014                                                     | 386                                                      | 112                                                      | 137                                                      |
| 2015                                                     | 531                                                      | 97                                                       | 140                                                      |
| 2016                                                     | 493                                                      | 143                                                      | 182                                                      |
| 2017                                                     | 568                                                      | 122                                                      | 123                                                      |
| 2018                                                     | 592                                                      | 146                                                      | 167                                                      |
| 2019                                                     | 599                                                      | 123                                                      | 139                                                      |
| 2020                                                     | 341                                                      | 128                                                      | 248                                                      |
| 2021                                                     | -                                                        | -                                                        | -                                                        |
| 2022                                                     | 635                                                      | 145                                                      | 181                                                      |
| 2023                                                     | 636                                                      | 315                                                      | 370                                                      |
| 2024                                                     | 715                                                      | 216                                                      | 176                                                      |

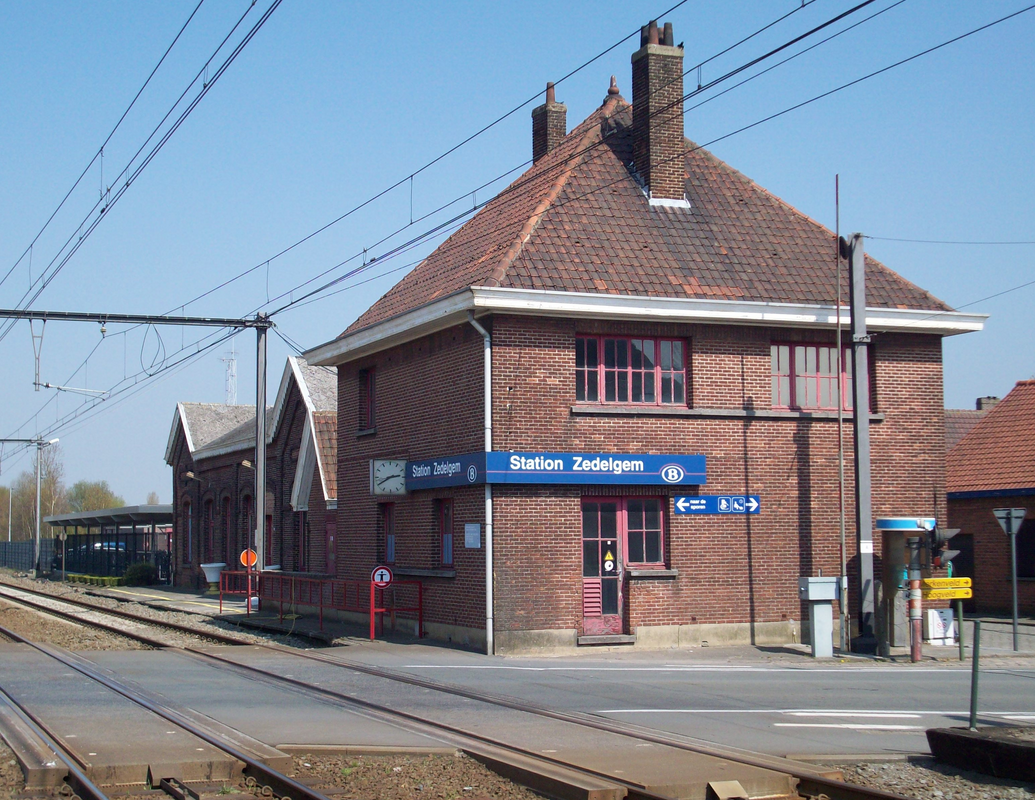
Bâtiments de la gare.
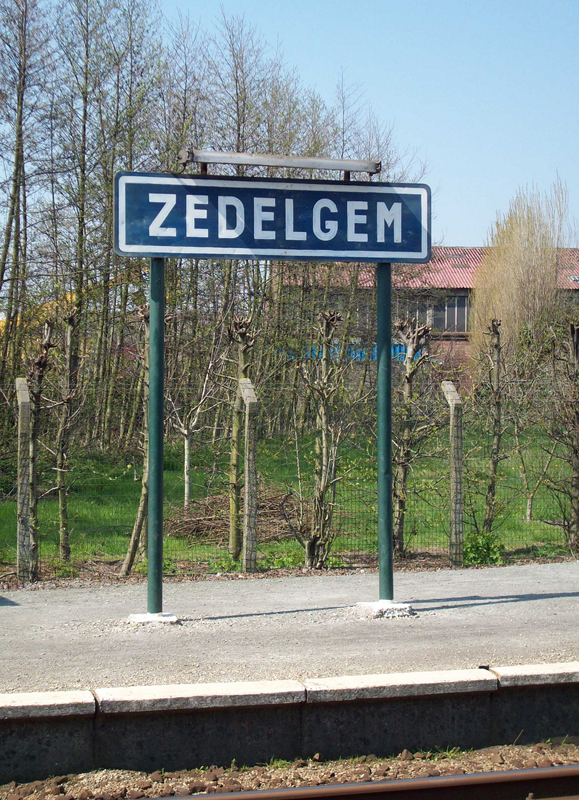
Panneau de quai.

## Patrimoine ferroviaire
Le bâtiment voyageurs construit au cours du XIXe siècle par la Société des chemins de fer de la Flandre-Occidentale (FO) est classé. Vers 2019, un grand bâtiment annexe construit lors de la seconde moitié du XXe siècle (visible au premier plan sur la photo) a été démoli.